# Бжезінув
Бжезінув (пол. Brzezinów) — село в Польщі, у гміні Тлущ Воломінського повіту Мазовецького воєводства.
Населення — 196 осіб (2011).
У 1975-1998 роках село належало до Остроленцького воєводства.

## Демографія
Демографічна структура станом на 31 березня 2011 року:
|          | Загалом | Допрацездатний вік | Працездатний вік | Постпрацездатний вік |
| -------- | ------- | ------------------ | ---------------- | -------------------- |
| Чоловіки | 101     | 21                 | 70               | 10                   |
| Жінки    | 95      | 23                 | 51               | 21                   |
| Разом    | 196     | 44                 | 121              | 31                   |